# Aulico siciliano
L'aulico siciliano è una lingua di tradizione cancelleresca utilizzata nel Regno di Sicilia in epoca medievale. Ebbe un notevole impulso soprattutto a partire dalla dinastia sveva, e in particolar modo durante il regno di Federico II; il quale si distinse nel sostenere il primato sul latino del volgare siciliano, incentivantone l'utilizzo in prosa e nella poesia.

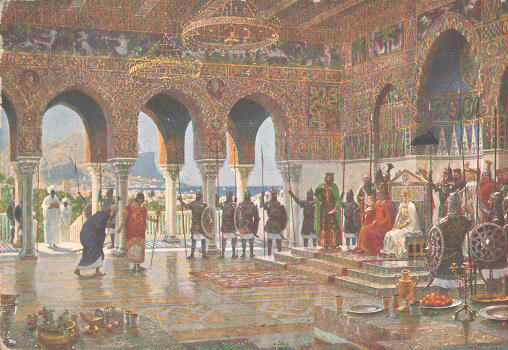
Il cancelliere aulico (supremo) alla corte del mecenate Federico II, Re di Sicilia, presso il palazzo della Favara di Palermo dove soleva ricevere letterati, artisti e studiosi siciliani.

Comunemente usata dai letterati siciliani nelle trattazioni umanistiche fin dal XIII secolo, l'aulico siciliano conobbe il suo periodo più florido attraverso la Scuola siciliana, la quale gettò le basi stilistiche per l'utilizzo di un volgare comune a tutta la Penisola, oltrepassando i confini della Sicilia e influenzando significativamente gli ambienti toscani relativi allo Stilnovismo.
L'uso del volgare siciliano, allo stesso modo di tutti gli altri volgari italiani, andò gradualmente scemando nei secoli posteriori in favore del volgare toscano, pur conservando comunque una significativa vitalità letteraria e poetica fino alla metà del XVI secolo quando, per volontà degli stessi letterati locali, tanto a Napoli come in Sicilia, così come nei restanti Stati italiani preunitari, l'italiano - che ormai aveva cessato da tempo di essere identificato come toscano - divenne lingua ufficiale e amministrativa (con l'unica eccezione del Regno di Sardegna insulare, dove l'italiano assunse tale posizione a partire dal XVIII secolo); avvenimento che non porrà comunque fine alla produzione letteraria in aulico siciliano, lingua che - oltre a conservare la propria egemonia nel parlato attraverso le sue diverse varietà vernacolari - persisterà con una discreta produzione di opere letterarie anche nei secoli posteriori.

## La Scuola aulica siciliana
La Scuola aulica siciliana si sviluppò in Sicilia dopo il Duecento presso la "Magna Curia" di Federico II. Tra il 1220 e il 1250 alcuni degli autori principali furono, Giacomo da Lentini, Cielo d'Alcamo, Guido delle Colonne, Giacomino Pugliese e Stefano Protonotaro.

### La poesia
La poesia aulica dei siciliani era una poetica attenta ai caratteri tecnici e retorici del verso e anche alla forma metrica del testo; diversa dallo specifico mestiere del "trovar" provenzale toscano, che mancava di un accompagnamento musicale ma che era imprescindibile nella lirica dell'ottava rima.
La poesia aulica siciliana era caratterizzata da tre tipologie metrico-tematiche:
- La "canzone", era il genere alto per eccellenza.
- La "canzonetta", che contiene parti dialogiche a tema amoroso.
- Il "sonetto", forma metrica creata dai poeti siciliani e impiegata per la descrizione.
Le prime rime in quartine avevano uno schema predefinito in A B, che si evolve verso la fine del Duecento con rime delle quartine con prevalente schema incrociato A B B A, A B B A, mentre per le terzine lo schema C D C, D C D. Un esempio è in questo sonetto di Jacopo da Lentini:
Amor è un o desio che ven da core
per abondanza di gran piacimento;
e li occhi in prima genera n l'amore
e lo core li dà nutricamento.
Ben è alcuna fiata om amatore
senza vedere so 'namoramento,
ma quell'amor che stringe con furore
da la vista de li occhi à nas ci mento.
Che li occhi rapresenta n a lo core
d'onni cosa che veden bono e rio,
com'è formata natural e mente;
e lo cor, che di zo è concepitore,
imagina, e piace quel desio
e questo amore regna fra la gente.
Il contrasto fu invece utilizzato da Cielo d'Alcamo per la sua Rosa fresca aulentissima. 
Nella poesia la tematica amorosa della Scuola siciliana si espande soprattutto: nell'oggetto cioè la "dama"; nei tratti fisici della donna che rimandano a un tipo nordico per il "viso claro" e i "capelli blondi più ch'auro fino"; nella passione nel suo nascere e nelle conseguenze gratificanti e nobili per l'uomo; nella gelosia dell'amante o del marito; nella lontananza con le sofferenze che comporta e infine nella paura di manifestare il proprio amore. Il recondito poeta è visto come amante e cavaliere ed ha la stessa fedeltà e devozione con cui il vassallo si pone al servizio del suo signore. Infatti le personalità poetiche auliche, Jacopo da Lentini e Guido delle Colonne hanno in comune tra loro una mera concezione feudale nel passaggio dalla Provenza alla Magna Curia di Federico II.
La lirica aulica presenta dei limiti dovuti alla lingua siciliana, canta prevalentemente l'amore in un Duecento di lotte feroci e di passioni forti, di grandi scoperte, di complessi problemi sociali e di nuovi orientamenti religiosi; era il secolo di Francesco d'Assisi e di Marco Polo. Le lotte di classe, le ideologie ereticali, l'ansia di conoscenza e il bisogno di una giustizia sociale non hanno alcune ripercussioni e le liriche siciliane non trovano consensi nelle riunioni mondane, negli svaghi quotidiani di corte e nell'attività ricreativa e nell'attività culturale.
I motivi aulici hanno uno stile nella forma e nel contenuto, sono senza riferimenti a luogo o tempo e non hanno scenario o paesaggio. Molte analogie motivano una realtà favolosa e leggendaria rappresentata con alcuni animali leggendari: la fenice, la salamandra che vive nel fuoco, la tigre che si incanta davanti allo specchio. Altri motivi aulici hanno una parvenza scientifica con occulte alchimie e misteriosi significati: "la calamita che attira il ferro paragonata al lume che attira la farfalla".

#### Il crepuscolo
Presto la stanchezza atavica e la decadenza della poesia aulica siciliana si fece strada tra i poeti e i mecenati, sia per mancanza di idee che di talenti naturali. L'opera poetica peggiorava in qualità e in metrica. 
Con la fine della Magna Curia dovuta alla morte di Federico II (1250) , la poesia aulica siciliana approdò in Toscana e venne rappresentata dai poeti siculo - toscani e dagli stilnovisti quali il Dante Alighieri con il “De vulgari eloquentia”, dove il poeta afferma la superiorità del volgare italiano come lingua naturale.
Infine con l'opera dei copisti toscani vennero eliminati molti passi poetici siciliani, sostituiti con delle “rime imperfette”.

## Il XVI secolo
Dal 1500 fino al 1519 lo stile aulico in poesia tiene ancora il passo, sia per l'ottava rima (lo schema preferito dal toscano Giovanni Boccaccio), sia con l'accompagnamento musicale che venne usato dai poeti napoletani fino agli inizi del XVI secolo. Un esempio in poche rime venne scritto da anonimo e riproposto nella trascrizione di Guglielmo Cottrau del 1860, in questa prima parte della canzonetta:
“Fenesta vascia”
Fenesta vascia 'e padrona crudele,
quanta suspire mm'haje fatto jettare!...
Mm'arde stu core, comm'a na cannela,
bella, quanno te sento annommenare!
Oje piglia la 'sperienza de la neve!
La neve è fredda e se fa maniare
e tu comme si' tanta aspra e crudele?!
Muorto mme vide e nun mme vuó' ajutare?!...
(Adriano Pitanza e Carmelo Nela)
Si canta la storia di un amore senza speranza; l'amore di un giovane per una ragazza che abita dietro la finestra bassa, una finestra misera e sempre chiusa. Storia di un classico amore nei vicoli napoletani degli inizi del XVI secolo.

### Autori
Alcuni degli autori in Aulico siciliano del XVI sec. sono citati nell'elenco seguente:
- Sigismondo Paoluzio: nobile messinese compose nel 1536 l'elogiatissimo poema "Notte d'Aphrica" sulla scia della fortuna di Ludovico Ariosto, dedicandolo a Eleonora Gonzaga duchessa d'Urbino e sorella del Viceré di Sicilia, don Ferrante.
- Maurolico: egli fu autore anche di Rime di carattere epico-religioso;
- Caggio: ne compose eleganti versi anche in toscano;
- Giuseppe Cumia: solamente si ispirò a Francesco Petrarca nelle sue "Rime" dedicate alla moglie morta nel 1563[8];
- Antonino Alfano: era a detta della critica "philosophus ac theologus doctissimus" e scrisse uno dei più interessanti poemi di questo periodo dal titolo " La battaglia celeste tra Michele e Lucifero" del 1568;
- Scipione Lembo: che scrisse in aulico siciliano le terzine "Trionfi della santisima lega et impresa di Levante" nel 1572;
- Marco Filippi: l'autore mentre era detenuto a Castellamare scrisse in ottave toscane il poema religioso "Vita di Santa Caterina" del 1562.